# Simencourt
Simencourt je francouzská obec v departementu Pas-de-Calais v regionu Hauts-de-France. V roce 2014 zde žilo 548 obyvatel.

## Poloha obce
Sousední obce jsou: Beaumetz-lès-Loges, Berneville, Gouy-en-Artois, Monchiet, Wanquetin a Warlus.

## Vývoj počtu obyvatel
Počet obyvatel